# Barbara Fantechi
Barbara Fantechi (1966) é uma matemática italiana, que pesquisa na área de geometria algébrica. É professora da Scuola Internazionale Superiore di Studi Avanzati (SISSA), Itália.
Recebeu o Prêmio Prof. Luigi Tartufari de 2018 da Accademia dei Lincei.

## Formação
Fantechi recebeu a laurea na Universidade de Pisa in 1988, orientada por Fabrizio Catanese.

## Prêmios e honrarias
Para o Congresso Internacional de Matemáticos de 2022 em São Petersburgo está listada como palestrante convidada.